# Matthew Gohdes
Matthew Gohdes, född 8 maj 1990 i Rockhampton i Queensland, är en australisk landhockeyspelare.
Han tog OS-brons i herrarnas landhockeyturnering i samband med de olympiska landhockeytävlingarna 2012 i London.